# Grupo Claro
Grupo Claro es un grupo empresarial chileno creado por el empresario Ricardo Claro Valdés en 1975. El grupo es el principal productor de vidrio-plástico, involucrado en el sector vinícola, líder en la industria químico-industrial, comprometido en el sector naviero e

## Historia
El grupo económico emergió de Compañía Electro Metalúrgica S.A. (Elecmetal) siendo la empresa madre y primera empresa insignia en cuyo directorio participan Ricardo Claro Valdés, Presidente; Rolando Medeiros Soux Roland, gerente general; y los directores Gustavo de la Cerda Acuña, Jaime Claro Valdés, Alfonso Swett Saavedra, Baltasar Sánchez Guzmán, Juan Agustín Figueroa Yávar y Patricio García Domínguez. 

### Años 1970
En los años 1970 inició un plan de inversiones y diversificación. 
En 1975, Elecmetal S.A. adquirió 46% de Cristalerías Chile a través de una licitación de CORFO. Ricardo Claro Valdés preside el directorio, Cirilo Elton González se desempeña como representante legal y gerente general. En el directorio se repiten algunos nombres de Elecmetal: Alfonso Swett Saavedra, Baltasar Sánchez Guzmán, Manuel Correa Ossa, Joaquín Barros Fontaine, Patricio Claro Grez, Juan Agustín Figueroa Yávar, Patricio García Domínguez, Hernán Somerville Seno (presidente de los banqueros) y Jaime Claro Valdés. 

### Años 1980
En la década de 1980, el Grupo Claro compra viñas Santa Rita. Además, comenzó a comprar paquetes de acciones para controlar la Compañía Sudamericana de Vapores S.A. (CSAV), donde se asociaron con Eliodoro Matte Larraín y Anacleto Angelini Fabbri, quien poseía el 18% en 1999. El grupo logró adquirir acciones hasta llegar al 52,9%.
El grupo tuvo acciones del Banco Hipotecario de Chile (BHC), el Banco de Chile, CTI (la fusión de Fensa y Mademsa), Coresa, Minera Pudahuel, Radio Cooperativa, más propiedades inmobiliarias y de inversión que vendieron para comprar acciones. Con la venta del edificio Los Gobelinos entraron a Mademsa y al Banco de Chile. 

### Años 1990
En la década de los '90 comenzó a adquirieron Megavisión, El Diario (actual Diario Financiero) y Zig-Zag. Finalmente, hacia 1992 Elecmetal se dividió y traspasó a Quemchi las acciones navieras. De esta manera, Elecmetal se quedó con inversiones en envases de vidrios, industria del vino y comunicaciones, además del giro propio.

### Años 2000
La Fundación Claro Vial fue creada en 2005 por Ricardo Claro Valdés para investigar, desarrollar y difundir la cultura y el arte, y mantener en propiedad y administración un museo abierto al público destinado a cumplir con esos fines. El mismo fundador y su señora, María Luisa Vial de Claro, donaron a la Fundación las colecciones de valor arqueológico, histórico y artístico que ambos habían reunido. Dando cumplimiento a sus objetivos, la Fundación Claro Vial levantó el Museo Andino, en alianza con la Viña Santa Rita y la colaboración permanente de Cristalerías de Chile y Elecmetal, en una iniciativa que se acogió a la Ley 18.905 de donaciones culturales, conocida como Ley Valdés. El museo se inauguró en enero de 2006, exhibiendo el testimonio de los pueblos que viven o han vivido en lo que hoy es territorio chileno, valorando su aporte a la diversidad cultural que caracteriza al país y reconociendo que son expresión fundamental de su memoria e identidad. Además del sostenimiento del museo, la Fundación Claro Vial realiza otras actividades de difusión cultural, especialmente en el campo de la música, el patrimonio y el arte.
El 28 de octubre de 2008 muere su fundador, Ricardo Claro Valdés, en su domicilio producto de un paro cardiorrespiratorio. A raíz de esto, el conglomerado generó una reorganización en dos frentes: por un lado están las empresas, lideradas ahora por su hermano Jaime Claro Valdés junto al sobrino Arturo Claro Fernández, y por otro su labor benéfica, donde tomó protagonismo su viuda, María Luisa Vial Lecaros, actuando desde 2018 como presidenta del directorio de Fundación Educacional Internacional Claro Vial Dicha fundación fue creada en 1999 en Panamá, según los registros públicos de ese país, y en Chile figura como colaboradora, entre otras, de la Fundación Nocedal (vinculada al Opus Dei), que opera cuatro colegios en zonas vulnerables de Santiago.
En abril del 2009 aterrizó en el directorio de Cristalerías de Chile la ingeniera civil Magdalena Matte Lecaros. Si bien su nombramiento fue con los votos de las AFP, su ingreso marcó un hecho inédito dentro de las empresas del Grupo Claro, pues las mujeres jamás habían tenido presencia a ese nivel de alta dirección en el conglomerado de negocios que forjó Ricardo Claro.

### Años 2010
El 15 de marzo de 2011 ingresó el grupo Luksic, a través de Quiñenco, a la propiedad de la naviera. La llegada de Luksic tuvo como telón de fondo el peor momento operacional de la historia de CSAV. Ese semestre, además de acumular pérdidas netas por más de US$ 500 millones, su acción retrocedió un 49,57% en la Bolsa de Comercio de Santiago.
El 2013 el Grupo Claro generó utilidades por $46.469 millones, que no es comparable con el obtenido en 2012, cuando registró una ganancia de $65.207 millones. Esta cifra incluía las utilidades extraordinarias generadas por la venta de Megavisión ($29.540 millones). Con todo, si se excluye este efecto, la utilidad de 2013 fue 30,3% superior al del ejercicio anterior.
El 2017 Jaime Claro Valdés abandona la presidencia de Elecmetal para que luego asumiera Juan Antonio Álvarez Avendaño (exalumno universitario de Ricardo Claro Valdés).
Según la memoria 2018 de Marinsa, la sociedad pertenece mayoritariamente a Navarino, sociedad cuya controladora final es Vial, “en su condición de Protectora de la Fundación Educacional Internacional Claro Vial”.

### Años 2020
En la tercera semana de agosto de 2020, María Luisa Vial Lecaros con 84 años concretó la venta de unos US$13 millones en acciones de la Compañía Sudamericana de Valores (controlada por el grupo Luksic), a través de tres operaciones que la llevaron a diluir su participación indirecta —a través de Marinsa— en la naviera a 4,74%, según informó la Comisión para el Mercado Financiero.
El martes 26 de enero del 2021 en una ceremonia realizada en la viña Santa Rita, el grupo Claro premió, por quinto año consecutivo, a las empresas del holding por sus proyectos de innovación. En la instancia, y al igual que en 2012 y 2014, Cristalerías de Chile fue reconocida como la más innovadora, mientras que viña Santa Rita, ME Elecmetal y Diario Financiero fueron destacadas en las categorías de Sustentabilidad, Alto Desempeño y Alto Valor.
El lunes 31 de enero de 2022 fallece Arturo Claro Fernández quien se desempeñaba como presidente de Inversiones Quimetal, Quimetal Industrial, Quimas y Protección de Madera Ltda.; vicepresidente de Viña Santa Rita y director de Marítima de Inversiones.

## Empresas
El grupo es el principal productor de vidrio, a través de Cristalerías Chile, empresa holding que participa o controla Cristalerías Rayén Curás (Argentina). La empresa encabeza también un consorcio vinícola con las viñas Santa Rita, Los Vascos (asociada con Les Domaines Barons de Rothschild, Lafite), Doña Paula (Argentina) y Santa Emiliana, desde que Santa Rita compró el 8% a Concha y Toro, de la rival familia Guilisasti. Influye o controla Elecmetal, Servicios y Consultoría Hendaya, S.A., Minera Las Vegas S.A., Inmobiliaria y Constructora Richilieu S.A., Reicolite S.A., Cristal Plásticos Ltda., Navarino S.A., Sonap S.A., Marinsa S.A., Ciecsa S.A. y Sidex S.A.
| Marca                                          | Part.    | Tipo               | Creación | Adquisición | Hasta    | Observaciones                                                                      |
| Empresas                                       | Empresas | Empresas           | Empresas | Empresas    | Empresas | Empresas                                                                           |
| ---------------------------------------------- | -------- | ------------------ | -------- | ----------- | -------- | ---------------------------------------------------------------------------------- |
| Compañía Electro Metalúrgica S.A. (Elecmetal)  | 100%     | Fundición          | 1917     | 1976        | Act.     | Es la primera empresa del grupo y se mantiene hasta la fecha.                      |
| Cristalerías Chile                             | 100%     | Vidrieria          | 1904     | 1975        | Act.     | Elecmetal asume el control de la propiedad y administración de la Compañía.        |
| Banco Hipotecario de Chile (BHC)               | 80%      | Banco              | 1893     | 1978        | 1983     | Grupo Claro junto al Grupo Forestal y Grupo BHC                                    |
| Reicolite                                      | 100%     | Envases            | 1964     | 1980        | Act.     | Cristalerías Chile compra 50% mediante la formación de Crowpla.                    |
| Industria vitivinícola                         |          |                    |          |             |          |                                                                                    |
| Viña Santa Rita                                | 100%     | Viñedo             | 1880     | 1980        | Act.     | En 1988 el Grupo Claro asumió el control sobre la totalidad de la empresa.         |
| Viña Los Vascos                                | 43%      | Viñedo             | 1750     | 1980        | Act.     | Controlada por Viña Santa Rita                                                     |
| Viña Centenaria                                | 99%      | Viñedo             | 1993     | 1980        | Act.     | Controlada por Viña Santa Rita                                                     |
| Viña Carmen                                    | 99.9%    | Viñedo             | 1993     | 1980        | Act.     | Controlada por Viña Santa Rita                                                     |
| Viña Doña Paula S.A. (en Argentina)            | 99.9%    | Viñedo             | 1993     | 1980        | Act.     | Controlada por Viña Carmen                                                         |
| Sur Andino S.A.                                | 99.9%    | Viñedo             | 1993     | 1980        | Act.     | Controlada por Viña Carmen                                                         |
| Viña Concha y Toro                             | 8%       | Viñedo             | 1883     | 1980        | Act.     | Controlada por Viña Santa Rita                                                     |
| Viña Emiliana                                  | 10.07%   | Viñedo             | 1998     | 1980        | Act.     | Controlada por Cristalerias De Chile S.A                                           |
| Empresas navieras y terminales internacionales |          |                    |          |             |          |                                                                                    |
| Compañía Sud Americana de Vapores (CSAV)       | 7.4%     | Empresa Naviera    | 1872     | 1980        | Act.     | Lograron controlar hasta el 52,9%                                                  |
| QUEMCHI S.A.                                   |          | Empresa Naviera    | 1992     | 1992        | Act.     |                                                                                    |
| Navarino S.A.                                  |          | Empresa Naviera    | 1989     | 1989        | Act.     |                                                                                    |
| Marítima de Inversiones S.A. (Marinsa)         |          | Empresa Naviera    | 1981     | 1981        | Act.     |                                                                                    |
| Empresas de comunicación                       |          |                    |          |             |          |                                                                                    |
| Metrópolis Intercom                            | 100%     | Telecomunicaciones | 1987     | 1987        | 2005     |                                                                                    |
| VTR                                            | 20%      | Telecomunicaciones | 1928     | 2005        | 2010     |                                                                                    |
| Megavisión                                     | 100%     | Canal de TV        | 1990     | 1990        | 2011     | Se vende la totalidad de Mega a Bethia, el holding de la familia Solari.           |
| Diario Financiero                              | 100%     | Periódico          | 1988     | 1995        | Act.     |                                                                                    |
| Revista ED                                     | 100%     | Revista            | 1995     | 2005        | Act.     |                                                                                    |
| Revista Capital                                | 100%     | Revista            | 1996     | 2005        | 2020     | Diario Financiero absorbe Capital para crear DFMAS.                                |
| Revista Paparazzi                              | 100%     | Revista            | 2001     | 2005        | Act.     | compra el 100% de “Ediciones e Impresos S.A.”, sociedad que edita Paparazzi.       |
| Editorial Zig-Zag S.A                          | 100%     | Revista            | 1905     | 1991        | Act.     |                                                                                    |
| Fundaciones                                    |          |                    |          |             |          |                                                                                    |
| Fundación Educacional Internacional Claro Vial | 100%     | Fundación          | 1999     | 1999        | Act.     | Creado en panamá y en Chile es colaboradora, entre otras, de la Fundación Nocedal. |
| Fundación Claro Vial                           | 100%     | Fundación          | 2005     | 2005        | Act.     | Creada para investigar, desarrollar y difundir la cultura y el arte.               |

## Innova Claro
Encuentro en el que se reconoce la importancia de los proyectos de innovación y sostenibilidad de las diferentes organizaciones que componen el holding de Grupo Claro: Grupo DF, ME Elecmetal, Santa Rita, Cristalerías de Chile y Ticei. Los premios se hacen desde el año 2011.
Categorías:
- Categoría “Proyecto Innovador del año”.
- Categoría "Alto Valor".
- Categoría “Equipos Destacados”.
- Categoría “Sustentabilidad”
- Categoría Premio “Empresas”.
- Categoría "Ecosistemas".